# Alsen (North Dakota)
Alsen is een plaats (city) in de Amerikaanse staat North Dakota, en valt bestuurlijk gezien onder Cavalier County.

## Demografie
Bij de volkstelling in 2000 werd het aantal inwoners vastgesteld op 68.
In 2006 is het aantal inwoners door het United States Census Bureau geschat op 58, een daling van 10 (-14,7%).

## Geografie
Volgens het United States Census Bureau beslaat de plaats een oppervlakte van
77,4 km², waarvan 76,0 km² land en 1,4 km² water. Alsen ligt op ongeveer 482 m boven zeeniveau.

## Plaatsen in de nabije omgeving
De onderstaande figuur toont nabijgelegen plaatsen in een straal van 24 km rond Alsen.